# 支持黨山
85°27′S 147°33′W / 85.450°S 147.550°W
支持黨山（英語：Supporting Party Mountain）是南極洲的山峰，屬於哈洛德伯德山脈的一部分，處於弗里多維奇山以東4.8公里，海拔高度560米，該山峰在1929年12月由美國探險隊發現。